# Harold Scott MacDonald Coxeter

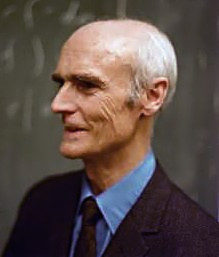
Harold Coxeter, 1970

Harold Scott MacDonald Coxeter, CC (* 9. Februar 1907 in London; † 31. März 2003 in Toronto) war ein britisch-kanadischer Mathematiker. Sein Arbeitsgebiet war die Geometrie, unter anderem beschäftigte er sich mit regulären Polytopen.

## Leben und Wirken
Coxeter besuchte die King Alfred School in Hampstead und die St George’s School in Harpenden. Er studierte am Trinity College der Universität Cambridge, wo er den akademischen Grad eines Ph. D. erwarb.
Von 1931 bis 1936 war er Research Fellow am Trinity College. Während dieser Zeit war er auch zwei Jahre Rockefeller Foundation Fellow und darauf J. E. Procter Fellow an der Princeton University. Dort besuchte er die Vorlesungen von Hermann Weyl über Lie-Gruppen und übernahm teilweise dessen Seminare und steuerte Anhänge zu Weyls ausgearbeiteter Vorlesung bei (Representations of Continuous Groups 1935), mit dem was später als Dynkin-Diagramm (oder Coxeter-Dynkin-Diagramm) bekannt wurde. In Cambridge war er einer der ausgesuchten Studenten, die Ludwig Wittgensteins Vorlesungen (Blue Books) ausarbeiten durften. 1936 wechselte er zur kanadischen Universität Toronto. Dort war er von 1936 bis 1943 Assistant Professor für Mathematik, anschließend bis 1948 Associate Professor und schließlich von 1948 bis 1980 Professor.
Coxeter galt in englischsprachigen Ländern und darüber hinaus als führende Autorität in klassischer Geometrie, worüber er bekannte Lehrbücher verfasste. Er betrieb geometrische Forschung zu einer Zeit, als die Geometrie allgemein als abseits des mathematischen „Mainstreams“ gelegen betrachtet wurde. Besonders bekannt waren sein Buch und seine Arbeiten über reguläre Polytope der verschiedensten Art. Er interessierte sich auch für Unterhaltungsmathematik, besorgte die Neuauflage des Klassikers von W. W. Rouse Ball Mathematical Recreations and Essays und schrieb über den mathematischen Hintergrund der Graphiken von M. C. Escher. Coxeter befasste sich zudem mit kombinatorischer Gruppentheorie und der Theorie der Lie-Algebren.
Von 1948 bis 1957 war Coxeter Herausgeber des Canadian Journal of Mathematics. Er war auch Gastprofessor an Universitäten in Großbritannien, den Niederlanden, Italien, Österreich und den USA.
Coxeter unterhielt nicht nur mit Escher eine Korrespondenz, sondern mit allen möglichen Personen, die sein geometrisches Interesse teilten, so z. B. mit Bildhauer John Robinson, Magnus Wenninger, Alicia Boole Stott und George Odom, Insasse einer Nervenheilanstalt in New York, dem Entdeckungen auf dem Gebiet von Polytopen gelangen.
1936 heiratete er Hendrina (Rina) Brouwer (eine Niederländerin, die aber nicht mit dem Mathematiker L. E. J. Brouwer verwandt war), die 1999 verstarb und mit der er einen Sohn und eine Tochter hatte.

## Ehrungen
Nach Coxeter wurden unter anderem der Todd-Coxeter-Algorithmus, die Coxeter-Gruppen und die Boerdijk-Coxeter-Helix benannt. Coxeter wurde 1941 als Mitglied („Fellow“) in die Royal Society of Canada und 1950 in die Royal Society, die ihm 1997 die Sylvester-Medaille verlieh, aufgenommen. Von 1962 bis 1963 war er Präsident der Canadian Mathematical Society, die ihm 1995 den Graham Wright Award verlieh. 1968 war er Vizepräsident der American Mathematical Society. Seit 1975 war er auswärtiges Mitglied der Königlich Niederländischen Akademie der Wissenschaften. 1978 wurde er Ehrenmitglied der London Mathematical Society. 1995 erhielt er den CRM/Fields Institute Prize. Ebenfalls 1997 wurde er Companion of the Order of Canada (CC). Coxeter war seit 1990 Foreign Member in der American Academy of Arts and Sciences.
Er erhielt die Ehrendoktorwürde von Universitäten in Kanada und Deutschland. 2001 wurde er zum Honorary Fellow des Trinity College in Cambridge ernannt.
Ihm zu Ehren wird der Coxeter-James-Preis der Canadian Mathematical Society vergeben.
Der Asteroid (18560) Coxeter wurde nach ihm benannt.

## Schriften
- Unvergängliche Geometrie, Birkhäuser 1963, 2. Auflage 1981 (englisches Original: Introduction to Geometry, Wiley, 1961, 2. Auflage 1969)
- Mit S. L. Greitzer: Zeitlose Geometrie. Klett 1983 (englisches Original: Geometry revisited, Random House 1967)
- The Beauty of Geometry: Twelve Essays, Dover 1968, 1999
- Kaleidoscopes – Selected writings of H.M.S.Coxeter, Wiley 1995 (Herausgeber F. Arthur Sherk)
- Regular Polytopes, New York, Pitman 1948, 2. Auflage MacMillan 1963, 3. Auflage, Dover 1983
- Regular Complex Polytopes, 1963, Cambridge University Press 1974, 2. Auflage 1991
- Non-Euclidean Geometry, University of Toronto Press 1942, 1965, Reprint Mathematical Association of America (MAA) 1998
- Projective Geometry, Blaisdell 1964, 2. Auflage, University of Toronto Press 1974, Springer 1987
- The Real Projective Plane, McGraw Hill 1949, 3. Auflage, Springer 1993 (deutsch: Reelle projektive Geometrie der Ebene, Oldenbourg 1955)
- The Fifty-Nine Icosahedra (mit Patrick du Val, H. T. Flather, John Flinders Petrie), Toronto 1938, Springer 1982
- Mathematical Recreations and Essays, University of Toronto Press 1974 (Neuauflage des Buches von W. W. Rouse Ball)
- Mit W. O. J. Moser: Generators and relations for discrete groups, Springer, 1957, 4. Auflage 1980
- Herausgeber: M. C. Escher – Proc.Int.Congress on M.C.Escher, Rome 1985. North Holland 1986